# Варваровка (Славутский район)

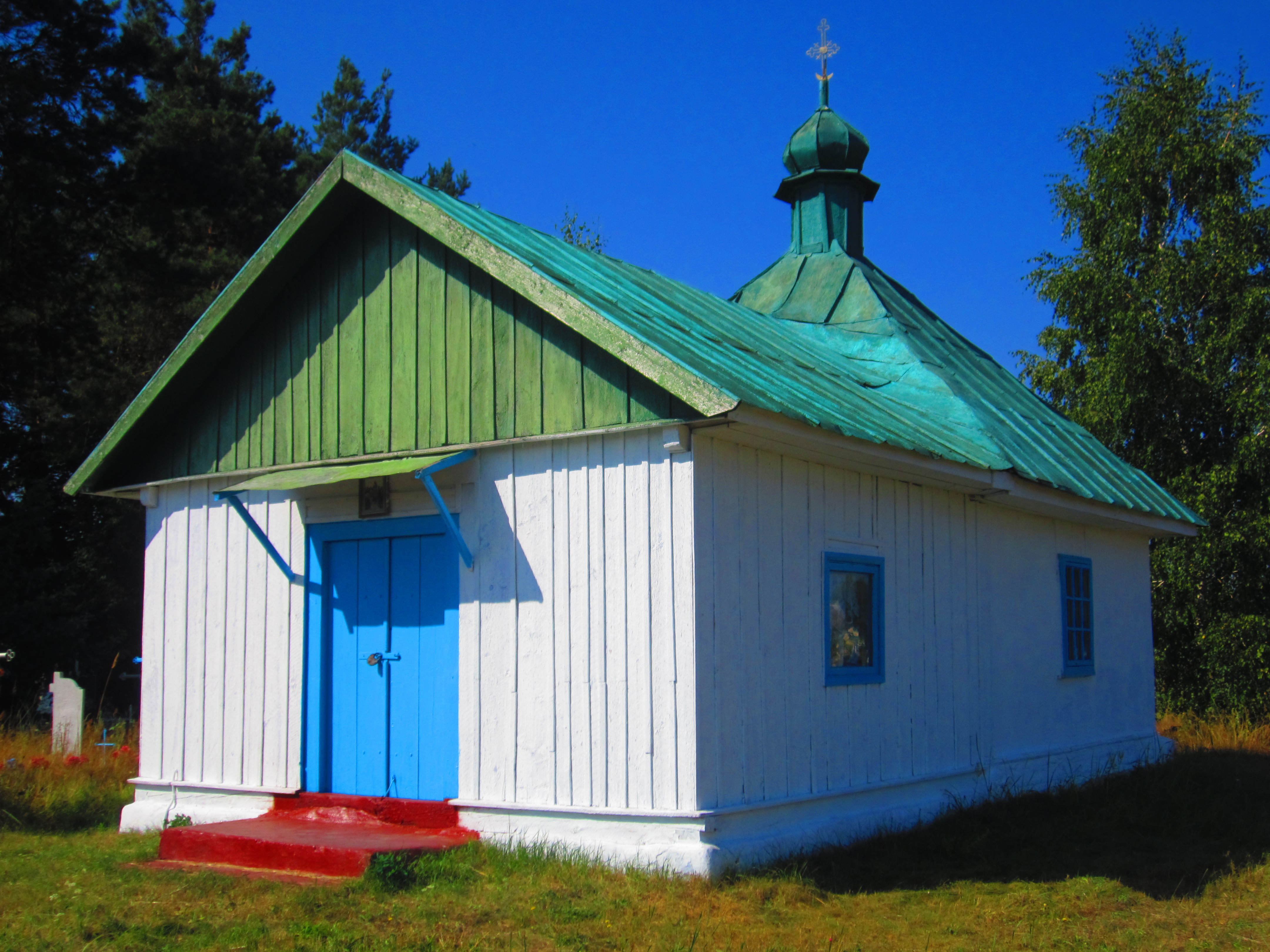
Церковь Пресвятой Троицы

Варваровка (укр. Варварівка) — село в Славутском районе Хмельницкой области Украины.
Население по переписи 2001 года составляло 418 человек. Почтовый индекс — 30016. Телефонный код — 3842. Занимает площадь 1,15 км². Код КОАТУУ — 6823980901.

## История
В 1946 г. указом ПВС УССР село Барбаровка переименовано в Варваровку.

## Местный совет
30016, Хмельницкая обл., Славутский р-н, с. Варваровка